# Bijeli Božić (1954.)
Bijeli Božić (eng. White Christmas) je film iz 1954. u kojem glavne uloge tumače Bing Crosby i Danny Kaye, autor glazbe za film je Irving Berlin, a između ostalog, u filmu je izvedena i naslovna pjesma, Bijeli Božić. U filmu su glumile i Rosemary Clooney i Vera-Ellen, a režirao ga je Michael Curtiz. Snimanje filma započelo je u rujnu, a završilo u studenome 1953. godine, a film je započeo s prikazivanjem 1954. i postao najuspješniji film godine.
Film je trebao ponovno ujediniti Crosbyja i Freda Astairea u njihovom trećem filmu s glazbom Irvinga Berlina - prva dva filma u kojima su zajedno nastupali bili su Holiday Inn iz 1942. i Blue Skies iz 1946. Međutim, Astaire se povukao nakon što je pročitao scenarij. Za Astaireovu zamjenu izabran je Donald O'Connor, ali je i on odbio ulogu zbog ozljede leđa. O'Connora je stoga zamijenio Danny Kaye. 
Naslovna je pjesma prvo bila korištena u filmu Holiday Inn (1942.) i tada je osvojila Oscara za najbolju originalnu pjesmu. Pjesma Count Your Blessings Instead of Sheep donijela je filmu Bijeli Božić nominaciju za Oscara za najbolju pjesmu. 
Umjesto jedne od glavnih glumica, Vere-Ellen, u filmu je pjevala Trudy Stevens. Rosemary Clooney, pak, nije bilo dopušteno snimiti album s pjesmama iz filma zato što je album izdala izdavačka tvrtka s kojom ona nije potpisala ugovor. Stoga je njezine pjesme na albumu snimila Peggy Lee.
U filmu su se pojavili i Dean Jagger, Barrie Chase, kasniji dobitnik Oscara George Chakiris, John Brascia i veliki broj statista.

## Radnja
Priča se temelji na prijateljstvu dva američka vojnika iz 2. svjetskog rata od kojih je jedan bivši zabavljač s Broadwayja, Bob Wallace (Crosby), a drugi, Phil Davis (Kaye), želio bi postati zabavljač. Radnja filma počinje na Badnjak 1944. negdje u Europi. Kapetan Wallace zabavlja svoje ljude uz pomoć vojnika Davisa. General Thomas F. Waverly (Dean Jagger) stiže na kraj predstave, a dolazi mu inspkecija prije nego što je smijenjen s dužnosti. Tijekom borbe s neprijateljima, Davis spašava Wallaceu život pri čemu biva lakše ranjen u ruku. Koristeći se svojom "ranjenom" rukom i govoreći Bobu da od njega ne očekuje "nikakvu obvezu" Phil uvjerava Boba da se nakon završetka rata udruže u poslu. Philovo korištenje ranjene ruke da nagovori Boba da učini ono što on želi postaje šala koja se provlači kroz cijeli film.
Nakon rata njih dvojica postaju slavni zabavljači u noćnim klubovima, na radiju, a zatim i na Broadwayju. Njihove točke postaju najatraktivnije, a s vremenom postaju i producenti. S vremenom njihov mjuzikl Playing Around postaje veliki hit. Sredinom prosinca, nakon dvije godine na Broadwayju, predstava gostuje na Floridi. Tada dvojac dobiva pismo od "Pjegavog Haynesa, dečka psećeg lica", narednika kojeg su upoznali u ratu, koji ih moli da pogledaju kakve su izvođačice njegove dvije sestre. Kad njih dvojica dođu u klub vidjeti točku jedna od sestara, Betty (Rosemary Clooney), otkriva da je pismo poslala njezina sestra, Judy (Vera-Ellen). Bob i Phil pomažu Betty i Judy da pobjegnu od svojeg stanodavca i lokalnog šerifa. Phil sestrama daje karte koje su namjeravali iskoristiti on i Bob kako bi one pobjegle, a kad Bob i Phil dolaze na vlak više nemaju svoje karte. Koristeći se ponovno "svojom rukom" Phil uspijeva nagovoriti Boba da tijekom blagdana s djevojkama otputuju u Vermont. Otkrivaju da hotel Columbia Inn u Pine treeu u Vermontu vodi njihov bivši zapovjednik, general Tom Waverly. Taj je hotel pred bankrotom zbog nedostatka snijega i stalnih gostiju, a general je u njega uložio cijelu svoju ušteđevinu i mirovinu.
Phil i Bob odlučuju pomoći i pokrenuti Waverlyjev posao pa dovode sve glumce iz mjuzikla Playing Around i počinju ga izvoditi u hotelu, a u pojedine scene "ubacuju" i Betty i Judy. Bob otkriva da je generalu odbijen zatjev da se ponovno vrati u vojsku i odlulčuje pokazati mu da nije zaboravljen.
Bob zove Eda Harrisona (Johnny Grant), starog prijatelja iz vojske, a sada uspješnog voditelja vlastite emisije. Kad Bob želi iskoristiti svoj nastup u emisiji kako bi se obratio svim ljudima koji su bili pod zapovjedništvom generala Waverlyja, Harrison mu sugerira da emisija bude emitirana za sve gledatelje što bi trebalo značiti mnogo besplatne reklame za Wallacea i Davisa. Čuvši samo ovaj posljednji dio razgovora domaćica Emma Allen (Mary Wickes) obavještava o tome Betty. Bob objašnjava Edu da to nije cilj njegovog nastupa u emisiji i govori mu da želi samo pozvati što više ljudi iz svoje divizije na predstavu u Pine Tree na Badnjak. Zbog nerazumijevanja Betty pronalazi posao u jednom njujorškom klubu nakon što su Phil i Judy lažirali svoje zaruke u nadi da će time zbližiti Betty i Boba.
U emisiji Eda Harrisona Bob moli sve veterane iz 151. divizije koji žive u Novoj Engleskoj da dođu u pine Tree u Vermont za Badnjak.
Cijela se situacija razriješi kad Betty vidi Bobov nastup u emisiji Eda Harrisona. Ona se vraća u Pine Tree na sam Badnjak. Vjerujući da su sva njegova odijela poslana na čišćenje general Weaverly zaključuje da će se morati pojaviti u svojoj staroj uniformi. Kad general uđe u hotel u kojem se treba odigrati predstava njegova ga bivša divizija pozdravlja pjesmom "We'll Follow the Old Man" (Slijedit ćemo staroga), a iznenađeni je general uskoro obaviješten i da je počeo padati snijeg.
U upečatljivom finalu zaljubljuju se Bob i Betty te Phil i Judy. Pozadina scene nestaje prikazuje se snijeg koji pada u Pine Treeu. Svi podižu čaše i nazdravljaju "Neka svi vaši dani budu sretni; i neka svi vaši Božići budu bijeli."

## Glazba
Sve je skladbe za film napisao Irving Berlin.
- White Christmas (Crosby)
- The Old Man (Crosby, Kaye, and Men's Chorus)
- Medley: Heat Wave/Let Me Sing and I'm Happy/Blue Skies (Crosby i Kaye)
- Sisters (Clooney i Stevens)
- The Best Things Happen While You're Dancing (Kaye i Stevens)
- Snow (Crosby, Kaye, Clooney & Stevens)
- Sisters (reprise) (Clooney & Stevens)
- Minstrel Number: I'd Rather See a Minstrel Show/Mister Bones/Mandy (Crosby, Kaye, Clooney, Stevens & Chorus)
- Count Your Blessings Instead of Sheep (Crosby & Clooney)
- Choreography (Kaye)
- The Best Things Happen While You're Dancing (repriza) (Kaye & Chorus)
- Abraham (instrumental)
- Love, You Didn't Do Right By Me (Clooney)
- What Can You Do with a General? (Crosby)
- The Old Man (repriza) (Crosby i muški zbor)
- Gee, I Wish I Was Back in the Army (Crosby, Kaye, Clooney i Stevens)
- White Christmas (finale) (Crosby, Kaye, Clooney, Stevens i zbor)

Berlin je za Crosbyja i Donalda O'Connora koji je u filmu trebao glumiti s njim napisao pjesmu "A Crooner - A Comic", ali kad je O'Connor odustao od projekta Berlin je odustao od te pjesme. Pjesma "Što možeš učiniti s generalom?" koju Leonard Maltin naziva Berlinovom posljednjom lako pamtljivom melodijom u originalu je bila napisana za projekt "Stars on My Shoulders" koji nikad nije zaživio.

## Zanimljivosti
- Glas za jedan lik posudio je američki pjevač hrvatskog podrijetla Tony Butala.
- Danny Kaye bio je tek treći izbor za ulogu Phila Davisa. Prvi je izbor bio Fred Astaire, a sljedeći Donald O'Connor. Njih su dvojica odustali od projekta još prije početka snimanja filma.
- George Chakiris koji je glumio u Priči sa zapadne strane bio je jedan od plesača u glazbenom broju Love, You Didn't Do Right By Me.
- John Brascia pojavljuje se kao glavni plesač, zajedno s Verom-Ellen, u većini glazbenih brojeva. Na odjavnoj je špici naveden samo kao "John".
- Vera-Ellen nije zapravo pjevala ni jednu od pjesama u filmu. Sve je njezine pjesme pjevala Trudy Stevens. Verino se pjevanje čuje samo tijekom scene dolaska u Pine Tree na željezničkoj postaji gdje kvartet ponovno pjeva pjesmu "Snow".
- Iako je Judy (R. Clooney) starija sestra Haynes, Rosemary Clooney zapravo je sedam godina mlađa od Vere-Ellen.
- Većina dijaloga u filmu, a posebno scene s Bingom Crosbyjem, bili su improvizirani.
- Pjesmu "Snow" (snijeg) napisao je Irving Berlin i nadjenuo joj je ime "Free" (slobodan) te pjesma nije imala nikakve veze sa snijegom. Bila je napisana za jednu od Berlinovih glazbenih komedija, Call Me Madam. Zadržane su melodija i neke riječi, ali Berlin je promijenio veći dio stihova kako bi pjesma odgovarala božićnom filmu.

## Vanjske poveznice
- Bijeli Božić u internetskoj bazi filmova IMDb-a
- - Bing Crosby u filmu (video)
- - Pogreške u filmu